# Massaker in Foča und Umgebung (1943)

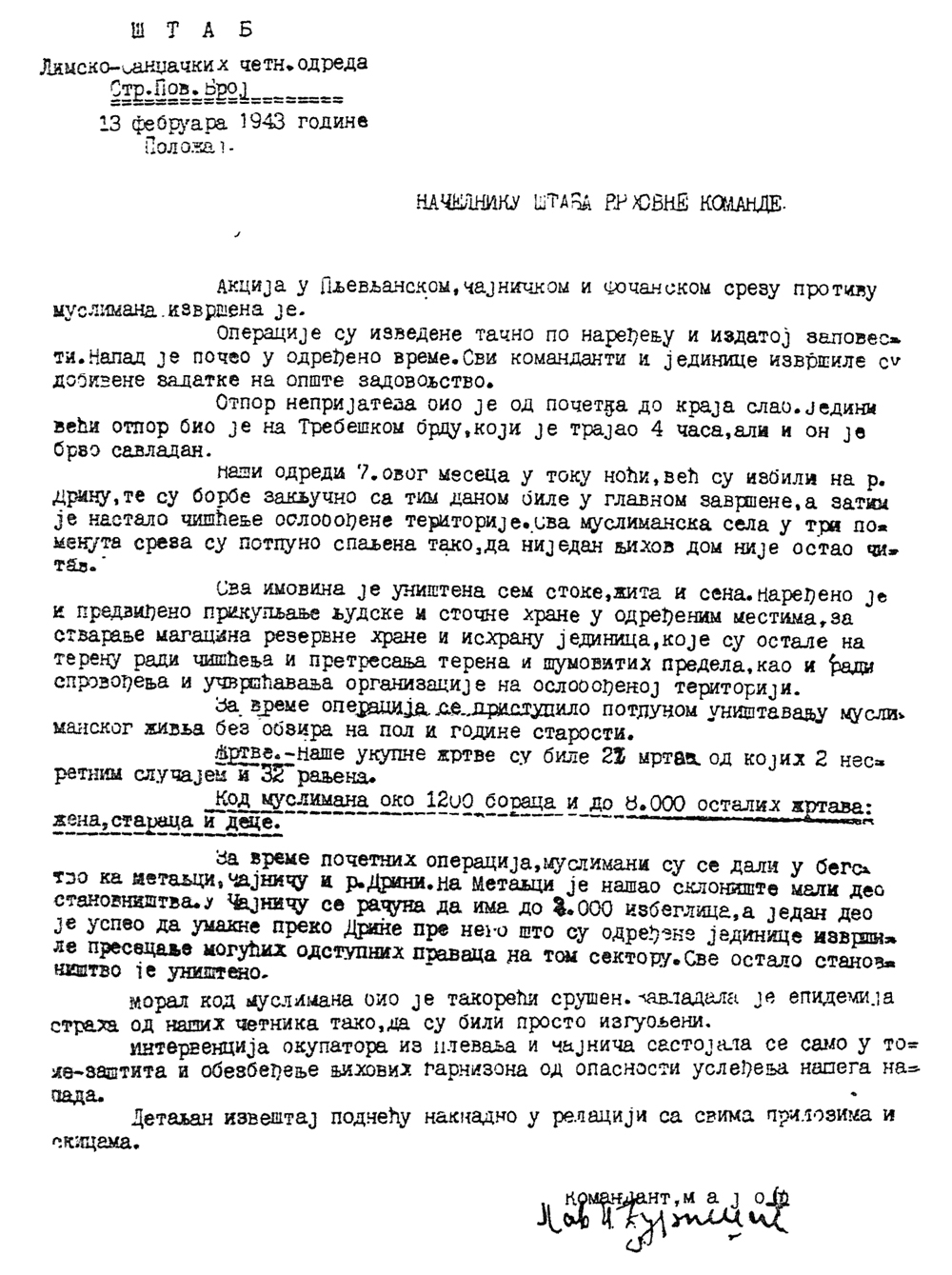
Bericht des Tschetnik-Führers Pavle Đurišić vom 13. Februar 1943, in dem er Mihailović über das Massaker berichtet: „Die Tschetniks töteten über 1.200 muslimische Kämpfer und über 8.000 alte Menschen, Frauen und Kinder; die Verluste der Tschetniks im Kampf waren 22 Getötete und 32 Verwundete.“

Die Massaker in Foča und Umgebung (1943) waren Massentötungen von 9200  Bosniaken, davon 1200 Kämpfer und 8000 Zivilisten (überwiegend Alte, Frauen und Kinder) durch nationalistische serbische Tschetnik-Einheiten in Foča und den umliegenden Gemeinden und Bezirken von Priboj, Čajniče, Bijelo Polje und Pljevlja. Die Kriegsverbrechen erfolgten Anfang Januar und Anfang Februar 1943 bei zwei Vorstößen von Einheiten der sogenannten Jugoslawischen Armee im Vaterland unter Führung der Tschetnik-Woiwoden Pavle Đurišić (1907–1945), Vojislav Lukačević (1908–1945) und Petar Baćović (1898–1945), in die bosniakischen Siedlungsgebiete Südostbosniens und des Sandžak. Nach den Massakern von 1941 und 1942 war es die dritte Welle von Massakern in der Region in und um Foča während des Zweiten Weltkriegs.
Ein deutscher Bericht vom 10. Februar 1943 beschreibt die Vernichtung des bosniakischen Ortes Bukovica bei Pljevlja durch Tschetniks wie folgt:

„Am 5.2. des Jahres haben Četnici die Gemeinde Bukovica angegriffen […] und etwa 500 Männer, Frauen und Kinder verbrannt […] Es wurden Mädchen gefunden, die man nach erfolgter Vergewaltigung gepfählt hatte […] Im Dorfe Strazice wurde die Leiche des Hadschi Tahirović gefunden, dem man die Haut von den Kniekehlen über den Rücken und Kopf auf die Brust gezogen hatte.“

Die Mordaktion im Februar wurde Đurišić dadurch erleichtert, dass die mit den Tschetniks verbündeten italienischen Truppen zuvor die bosniakische Miliz im Sandžak entwaffnet hatten.